# Nassim Ait Mouhou
Nassim Ait Mouhou (Cambrai, 1 augustus 2004) is een Frans-Marokkaanse voetballer die doorgaans als vleugelaanvaller speelt.

## Clubcarrière
Ait Mouhou begon met voetballen bij AC Cambrai alvorens hij verkaste naar de jeugdopleiding van Valenciennes FC. Daar debuteerde hij op 21 mei 2022 namens het beloftenelftal dat uitkomt in Championnat National 3 tijdens een met 1-3 verloren thuiswedstrijd tegen US Boulogne II. Twee weken later scoorde hij zijn eerste officiële doelpunt namens de reserves van Valenciennes tijdens een thuiswedstrijd tegen Lille OSC II (2-4). In de zomer van 2024 maakte Ait Mouhou de overstap naar RC Lens II, in de hoop daar een profcontract af te dwingen. Daarin slaagde de buitenspeler vooralsnog niet en sloot in mei 2025 voor een oefenstage aan bij VVV-Venlo waar hij voormalig ploeggenoot Gabin Blancquart trof. Die proefperiode leverde hem daar in juni 2025 een contract op voor twee seizoenen met een optie voor een extra jaar. Ait Mouhou maakte op 8 augustus 2025 zijn competitiedebuut namens de eerstedivisionist tijdens een met 3-2 verloren uitwedstrijd bij De Graafschap en als invaller voor Layee Kromah in de 61e minuut scoorde hij meteen een doelpunt.

## Statistieken

#### Beloften
| 2021/22                               | Valenciennes FC II | Championnat National 3 | 3  | 1 | 3  | 1 |
| 2022/23                               | Valenciennes FC II | Championnat National 3 | 12 | 3 | 12 | 3 |
| 2023/24                               | Valenciennes FC II | Championnat National 3 | 25 | 1 | 25 | 1 |
| 2024/25                               | RC Lens II         | Championnat National 3 | 22 | 3 | 22 | 3 |
| Totaal beloften                       | Totaal beloften    | Totaal beloften        | 62 | 8 | 62 | 8 |
| Bijgewerkt tot en met 9 augustus 2025 |                    |                        |    |   |    |   |

#### Senioren
| Seizoen                                | Club            | Competitie      | Competitie | Competitie | Beker | Beker | Playoff | Playoff | Totaal | Totaal |
| Seizoen                                | Club            | Competitie      | Wed.       | Dlp.       | Wed.  | Dlp.  | Wed.    | Dlp.    | Wed.   | Dlp.   |
| -------------------------------------- | --------------- | --------------- | ---------- | ---------- | ----- | ----- | ------- | ------- | ------ | ------ |
| 2025/26                                | VVV-Venlo       | Eerste divisie  | 2          | 1          | 0     | 0     | —       | —       | 2      | 1      |
| Totaal senioren                        | Totaal senioren | Totaal senioren | 2          | 1          | 0     | 0     | 0       | 0       | 2      | 1      |
| Carrièretotaal                         | Carrièretotaal  | Carrièretotaal  | 64         | 9          | 0     | 0     | 0       | 0       | 64     | 9      |
| Bijgewerkt tot en met 15 augustus 2025 |                 |                 |            |            |       |       |         |         |        |        |

## Interlandcarrière
In november 2020 werd Ait Mouhou geselecteerd voor Marokko onder 17 jaar. Behalve Marokko kan hij ook uitkomen voor Frankrijk en Algerije.